# Solasonine
La solasonine est un glycoalcaloïde que l'on trouve dans les plantes Solanum de la famille des Solanacées. La solasonine est un composé chimique toxique lorsqu'il est utilisé à des concentrations élevés. C'est un glycoside de solasodine. Les glycoalcaloïdes tels que la Solasonine ont diverses applications, notamment la pharmacologie, les traitements contre le cancer et même un rôle de pesticide.
Des niveaux élevés de glycoalcaloïdes sont toxiques pour les humains en raison de leur capacité à perturber la fonction de la membrane cellulaire. Il y a une perte d'intégrité de la membrane qui expose la cellule à un risque d'apoptose (mort cellulaire).
La solasonine était l'un des composants du candidat médicament anticancéreux expérimental infructueux Coramsine.

## Effets secondaires
Bien que la solasonine ait des propriétés anti-infectieuses, elle a de nombreux effets secondaires indésirables en tant que glycoalcaloïde stéroïdien. Ces effets secondaires comprennent une pression artérielle basse, une diminution de l'activité respiratoire, un rythme cardiaque rapide, etc. Ces effets secondaires sont le résultat direct des propriétés cytotoxiques de la solasonine (à des niveaux élevés) qui conduisent à la perturbation des membranes cellulaires.